# スティーブン・トン (牧師)
スティーブン・トン（Stephen Tong Tjong Eng、1940年3月22日）は、インドネシアの華人の改革派牧師、伝道者、教師、ミュージシャン。東南アジア最大のキリスト教会堂であるメサイア大聖堂を擁するインドネシアリフォームド福音教会を率いている。世界各国で説教を行い、神学校や学校で客員講義を行っている。

## 来歴
1940年、中国福建省で生まれたスティーブン・トン牧師は、3歳の時に父を亡くし、9歳の時に母とともにインドネシアのスラバヤに移住した。
15歳の時、彼は共産主義に強い信念を持っていた。また、チャールズ・ダーウィンの進化論を支持し、キリスト教を「悪魔のような西洋から来た、非論理的な教えを持つ愚かな宗教」と見なし、深く憎んでいた。しかし、彼は母親が献身的な精神生活を送っていたことを尊敬していた。「私が小さかった頃、朝一番に聞く言葉は、祈る母の言葉だった。母は私たち子供たち一人ひとりに名前をつけて祈り、神に私たちを導いてくださるようお願いした」。
1957年、母親に頼まれて、東南アジア聖書神学校（SEABS）が実施したキリスト教青年カンファレンスに参加した。カンファレンス最終日の1月9日、アンドリュー・ギ牧師がリバイバルの説教をしたとき、トン牧師はクリスチャンになった。1960年、彼はSEABSに入学し、その後1964年に神学の学士号を取得して卒業した。その後、SEABSの教員となり、1964年から1988年まで神学と哲学を教えた。

## 奉仕
トン牧師は東南アジア聖書神学校で教師をしていたとき、（インドネシア語でGereja Kristus Tionghoa、現Gereja Kristus Tuhan：主キリスト教会）で伝道師として奉仕し、毎週マランとスラバヤの間を旅していた。
その頃、彼はインドネシアのさまざまな都市で福音集会＝Gospel Ralliesの主導を試みた。1969年以後、ヨーロッパ、アメリカ、オーストラリア、日本、香港、台湾、タイ、ベトナム、フィリピン、マレーシア、シンガポールなど、その他多くの国で福音集会の主導のため招待された。中国語とインドネシア語を話す人々を主な対象とした。 1974年、彼はインドネシアの諸教会に正当な教義の理解を提供するために、スラバヤで諸セミナーを行い始めた。
1978年、彼はヤヒヤ・リンとともにスティーブン・トン国際伝道ミニストリー（STEMI）を設立した。その目標の1つは、フルタイム宣教のために人々を備えること。STEMIの下で、彼は東南アジアの諸都市で説教している。
1982年、彼は牧師として任命された。彼はGKT（Gereja Kristus Tuhan）で奉仕し、その後GKA（Gereja Kristen Abdiel：奉仕クリスチャン教会）で奉仕した。彼は主に中国語とインドネシア語で説教したが、一部は福建語と英語で行った。
それ以来、彼は中国神学研究院（香港）、中華福音神学院（台湾）、トリニティ神学大学（シンガポール）、リージェント大学（カナダ）などの著名な大学や、ウェストミンスター神学校、ハーバード大学、MIT、スタンフォード大学、イェール大学、カリフォルニア大学バークレー校、メリーランド大学、コロンビア大学、コーネル大学など米国の大学で神学の客員講義や説教を行ってきた。
1989年にGRIIが設立されて以来、彼の奉仕はスラバヤ、メダン、マラン、バンドンなどインドネシアの多くの主要都市に広がり、特にクリスマスとイースターの時期には盛んである。ジャカルタ以外の都市との連絡を維持するため、彼は各地域にSTEMI支部を設立した。さらに米国と欧州連合にも支部を設けた。
2000年から2019年まで、彼は毎週約5ヵ国（インドネシア、シンガポール、マレーシア、香港、台湾）を訪れ、約6000人の聴衆に説教していた。2009年、リフォームド神学校の学長リック・カナダは学校のニュースレターで、トン牧師の毎週の説教スケジュールには「ジャカルタで日曜礼拝2回、シンガポールの教会で日曜夕礼拝2回、マレーシア・クアラルンプールの教会で月曜夜、香港の教会で火曜夜、台北の教会で水曜夜」が含まれていたと述べている。

## 栄誉と賞
1985年、トン牧師はフィリピンのマニラにあるラ・マドリッド国際リーダーシップアカデミーからキリスト教伝道の名誉リーダーシップ博士号（DLCE）を授与された。
1992年、フィリップ・テン牧師は、東南アジアでの大規模な宣教活動から彼を「東洋のビリー・グラハム」と呼んだ。
2007年、STEMIは彼を「この時代の真の伝道者」とみなし、著書『私たちの時代への神の激しい挑戦：リフォームド福音運動の創始者兼マスタープランナーなるスティーブン・トンへの敬意記念文集：神の言葉を説く50年間』（ISBN 978-9791620314）を出版した。
2008年5月、彼はペンシルベニア州グレンサイドのウェストミンスター神学校から名誉神学博士号（DD）を授与された。
2011年、ウェストミンスター神学校は改革派神学のスティーブン・トン教授のための基金を設立した。教授職は教会史の准教授であるジェフリー・K・ジュエに与えられた。
2025年、彼はカルビン大学およびカルビン神学校からカイパー賞を授与された。